# 今井ひろの
今井 ひろの（いまい ひろの、1989年6月12日 - ）は、日本の元AV女優。新潟県出身。ロータス東京に所属していた。

## 略歴
- 2009年4月「新人×アリスJAPAN 今井ひろの」でアリスJAPANよりAVデビュー。
- 2010年3月「セル初!絶対的美少女」でアイデアポケットよりセルデビュー。

## 人物
- 趣味：犬の散歩

## 出演作品

### アダルトビデオ
2009年
- 新人×アリスJAPAN 今井ひろの（4月10日、アリスJAPAN）
- 愛しの美少女 今井ひろの（5月8日、アリスJAPAN）
- 放課後 今井ひろの（6月12日、アリスJAPAN）
- 美少女メイドのご奉仕とセックス 今井ひろの（7月10日、アリスJAPAN）
- 今井ひろの、本日性感開発します。（8月14日、アリスJAPAN）
- 終わらないお掃除フェラ 今井ひろの（9月11日、アリスJAPAN）

2010年
- セル初!絶対的美少女 今井ひろの（3月1日、アイデアポケット）
- 学校でしようよ! 今井ひろの（4月1日、アイデアポケット）
- 僕とひろのの甘～い性活（5月1日、アイデアポケット）
- 激カワCUTIEナース 今井ひろの（6月1日、アイデアポケット）
- ゴージャスオナニーサポート 今井ひろの（7月1日、アイデアポケット）
- カテキョ カワイイ顔してとってもスケベな家庭教師 今井ひろの（8月1日、アイデアポケット）
- 今井ひろのの小さくてキツ過ぎるマンコ（9月1日、アイデアポケット）
- DIGITAL CHANNEL DC73（10月1日、アイデアポケット）
- キミがイクまで腰振るのをやめない! 今井ひろの（11月1日、アイデアポケット）
- ひろのとヴァーチャルデート（12月1日、アイデアポケット）

2011年
- 今井ひろのの濃厚な接吻とSEX（1月1日、アイデアポケット）
- 今井ひろのファン感謝祭ぶっかけ（2月1日、アイデアポケット）
- のんのん ひろのん ひろのんのん♪（3月1日、アイデアポケット）
- 見つめる愛情イラマチオ 今井ひろの（4月1日、アイデアポケット）
- 瞬殺!一撃バズーカ顔射 今井ひろの（5月1日、アイデアポケット）
- 今井ひろのが下から目線で敬語責め（6月1日、アイデアポケット）
- 今井ひろのとおっさんのチュウチュウベロベロ（7月1日、アイデアポケット）
- めちゃカワご奉仕メイド 今井ひろの（8月1日、アイデアポケット）
- いきなりSEX えっ?今ここでですか? 今井ひろの（9月1日、アイデアポケット）
- い・まいう～ 今井ひろの（10月1日、アイデアポケット） ※総集編
- キチクリンカン100（10月7日、アタッカーズ）
- 義妹の性感帯3 おさな妻、凌辱かくれんぼ 今井ひろの（11月7日、アタッカーズ）
- おじゃましま～す!19人のIP美女たちがアナタの自宅に訪問スペシャル! 8時間（12月1日、アイデアポケット）

2012年
- 僕のかわいい妹ひろのんと毎日中出しH（ハート）今井ひろの（1月7日、ソフトオンデマンド）
- アニメ声の147cmのS級素人さんレンタルします 今井ひろの（3月9日、S級素人）
- 今井ひろのの自宅にいきなり押し掛け24時間チ●ポ挿れっぱなし生活!（6月21日、ATOM）

2013年
- 岡田コウ×MOODYZ せんせいと、わたしと。 二宮沙樹 今井ひろの（3月1日、ムーディーズ）

### ラジオ番組
- 品川近視クリニックpresentsプレラジ（2010年、ラジオ日本）